# Erinnerungsstätte für die Euthanasie-Tötungsaktion (Beverstedt)
Eine Erinnerungsstätte für die Euthanasie-Tötungsaktion (Beverstedt) begangen an Käthe Spreen ist am Eingang zum Beverstedter Friedhof eingerichtet worden. Sie besteht aus einer Gedenkplatte auf der Grabstelle der Familie Spreen.

## Gedenkstätte auf dem Beverstedter Friedhof

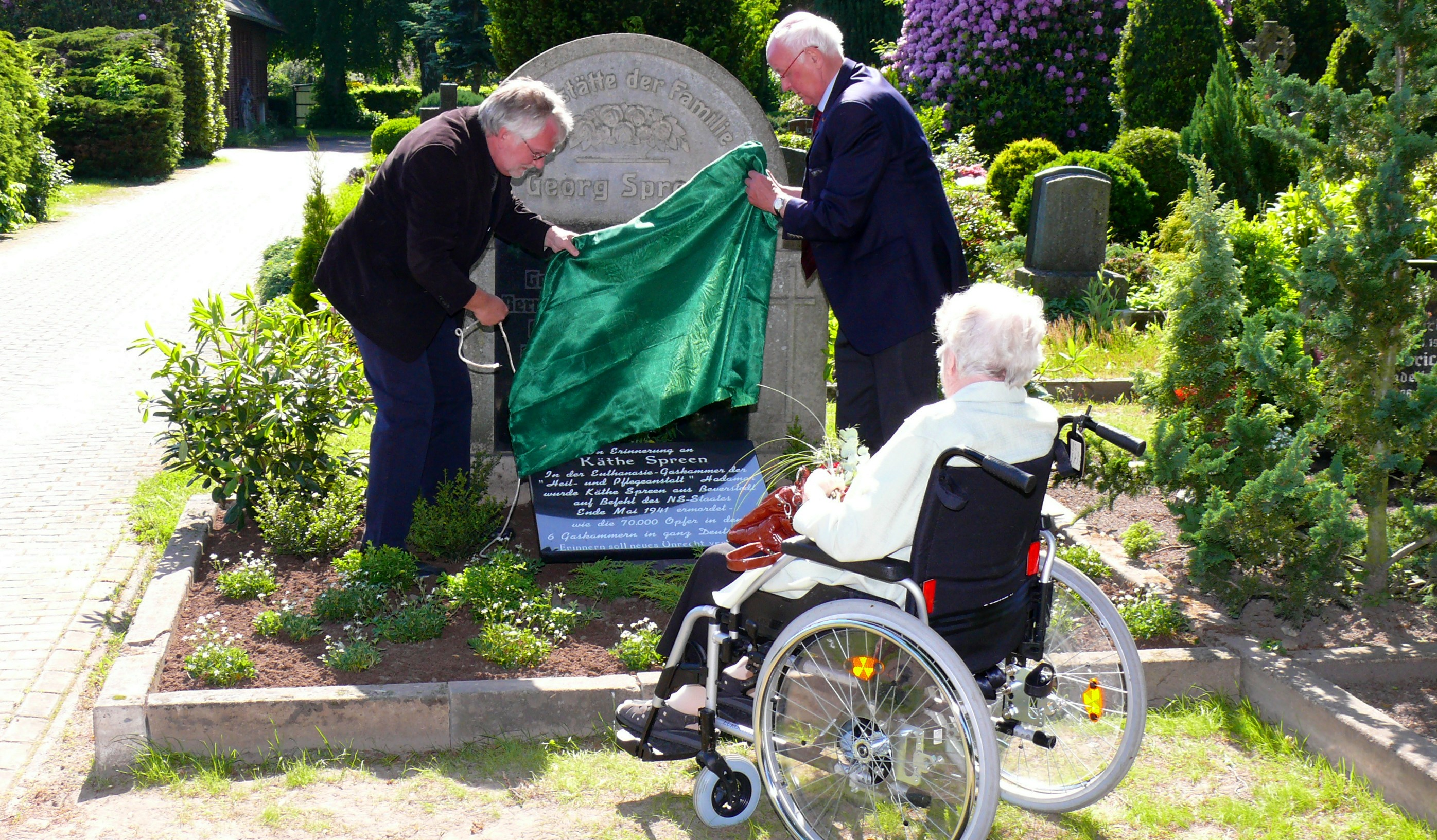
Enthüllung der Gedenkplatte für Käthe Spreen auf dem Beverstedter Friedhof (durch Bürgermeister Ulf Voigts[links] und Altbürgermeister Martin Bensen) in Gegenwart Henrita Lindner, der Nichte Käthe Spreens

Der frühere Bürgermeister Martin Bensen sammelte Spenden für eine Erinnerungsstätte, die am 8. Juni 2013 von ihm und dem Bürgermeister der Gemeinde Beverstedt, Ulf Voigts, in Gegenwart von Henrita Lindner, der Cousine Käthe Spreens, und anderer Personen des öffentlichen Lebens eingeweiht wurde.

„Käthe Spreen, die Erinnerung an den Menschen Käthe Spreen wurde zurückgeholt. Mit Gottes Hilfe und durch den unermüdlichen Einsatz engagierter Mitmenschen wurde Käthe Spreen heute wieder zurückgeholt - vom Ende der Welt, zurückgeholt - vom Vergessensein, zurückgeholt - hier nach Beverstedt ins Gedächtnis der Menschen, die hier heute leben,“

„Käthe Spreen hat es verdient, einen würdigen Platz in unserer Erinnerung zu bekommen. Sie war die erste aus Beverstedt, die der Mordlust der NS-Fanatiker zum Opfer fiel. Unsere jüdischen Mitbürger sollten ein halbes Jahr später auf den Weg zu ihrer Ermordung nach Osten geschickt werden.“

## Leben
Käthe Marie Spreen war eine Beverstedter Bürgerin (geb. 27. April 1911 in Bremerhaven-Lehe, gest. am 28./29. oder 30. Mai 1941 in Hadamar), die in der Tötungsanstalt Hadamar im Rahmen von Euthanasie-Tötungsaktionen ums Leben gekommen ist. Sie wuchs in Bremerhaven (Buchtstr. 27) im Stadtteil Geestemünde auf. Ihr Vater war Sattlermeister Georg Spreen, ihre Mutter Bernhardine Spreen. Im Dezember 1930 wurde sie „von einem Mann angesprochen und ging mit diesem in den Geestemünder Bürgerpark. Als der Mann sich ihr unsittlich häherte, hat sie sich gesträubt, kehrte nach längerem Umherirren ... mit zerrissenen Kleidern ohne Hut nach Hause zurück. Hat kein Verständnis dafür, dass sie sich nicht jedem fremden Mann anvertrauen darf.“ Sie wurde am 26. Mai 1931 in die Heil- und Pflegeanstalt Lüneburg eingewiesen. Der Arzt hatte manisch-depressives Irresein diagnostiziert. Am 19. Juli 1931 wird Käthe Spreen als „gebessert“ wieder entlassen.

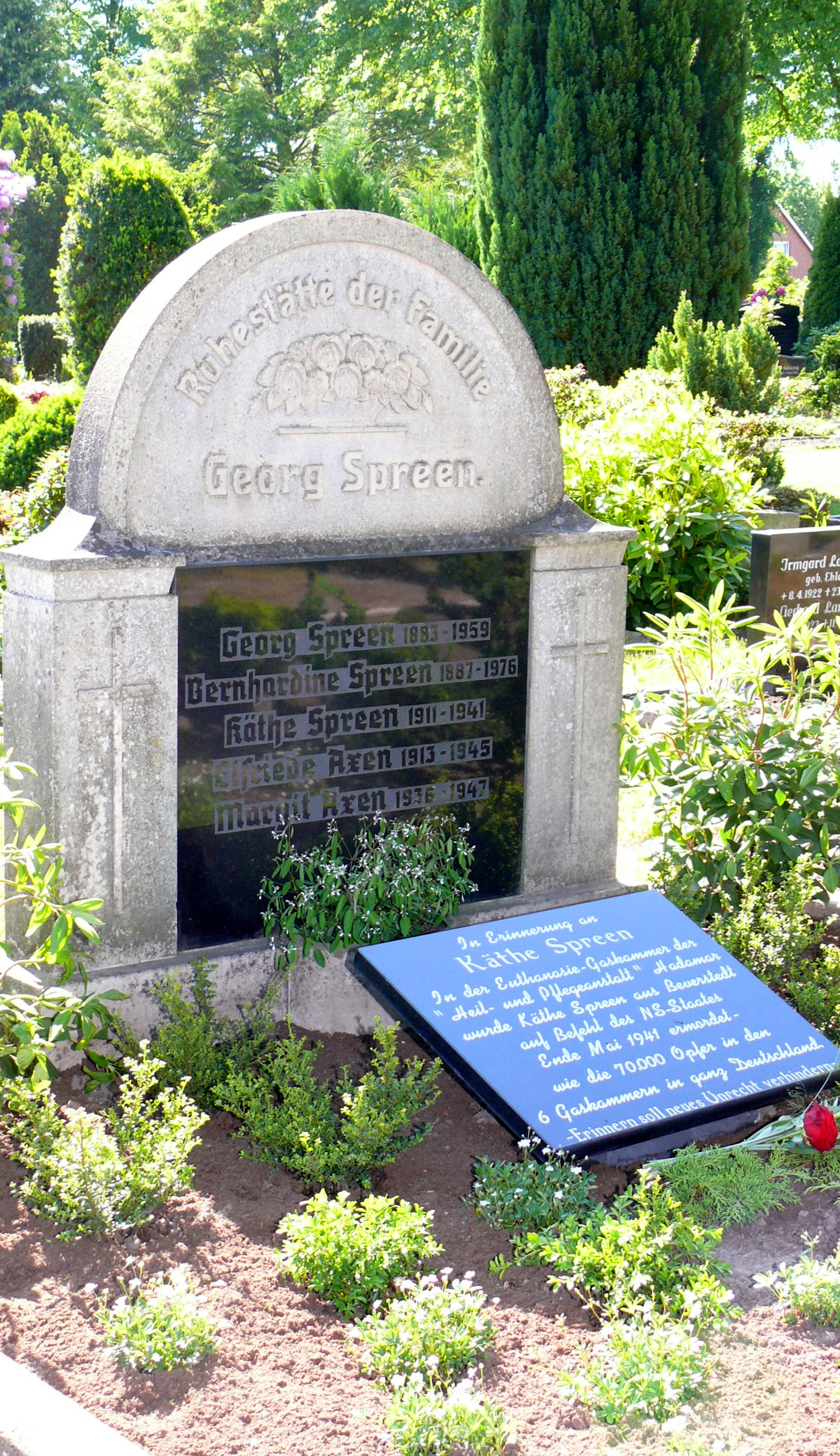
Gedenkplatte für Käthe Spreen auf dem Beverstedter Friedhof

Am 1. September 1931 zogen ihre Eltern mit den beiden Töchtern Käthe und Elfriede nach Beverstedt zunächst in die Meyerhofstraße und kurz danach in die Logestr. 13, das die Beverstedter dann „Spreen-Kasten“ (= plattdt. Starenkasten) nannten.
Am 18. November 1932 wurde Käthe Spreen erneut in die Lüneburger Anstalt eingewiesen. Im September 1934 wurde sie sterilisiert und am 22. Oktober 1934 wieder als „gebessert“ entlassen.
Eine dritte Aufnahme in die Anstalt in Lüneburg erfolgte am 16. April 1935 – „Polizeilich“ ist diesmal auf der Akte vermerkt. Eine nochmalige Entlassung ist nicht dokumentiert. Ob sie ihre Familie in Beverstedt noch einmal wiedergesehen hat, ist nicht bekannt.

## Spurensuche
Das Schicksal von Käthe Spreen hat ihre 15 Jahre jüngere Cousine Henrita Lindner nie losgelassen. Sie hatte sie von Bremerhaven aus oft in Beverstedt besucht. Käthe Spreen spielte gern mit den jüngeren Kindern und alberte mit ihnen herum. Sie hatte aber oft Kopfschmerzen, deshalb mahnten die Eltern: „Ärgert Käthe nicht, sie hat Kopfschmerzen, sie ist krank.“ In dem Gutachten von 1931 heißt es: „Sie war nur körperlich zart und blutarm und in geistiger Hinsicht zurückhaltend ängstlich, menschenscheu. Hatte nie Freundinnen, nahm nie an Kinderspielen teil,“
Lindner verlangte im Alter von 7 bis 8 Jahren nach einer Antwort, warum ihre Cousine so plötzlich aus ihrem Leben verschwunden war.

„Die Eltern haben nie über Käthes Tod gesprochen. "Die war krank und ist gestorben", antworteten sie kurz. Mehr war auch nicht von anderen Verwandten zu erfahren, wenn sie denn mehr wussten, ahnten. ... Im April 1945 ... machte Käthes Schwester Elfriede geb. 1913, mir Hoffnung mehr über ihre Schwester zu erzählen. Aber an dem Tage [wurde sie durch Splitter einer Luftmine] tödlich verletzt. Auch im Nachlass von Käthes Eltern fand sich 1976 nicht ein einziger Hinweis auf die Tochter, keine Papiere, nicht einmal ein Photo. ... Aus der Gedenkstätte Hadamar erhielt ich dann Ende Mai [2010] die Informationen über den Leidensweg meiner Cousine.“

## Spuren in Hadamar
Aus der Gedenkstätte Hadamar bekam Henrita Lindner einen Brief. Nun erfuhr sie, dass ihre Cousine zu einem „uns unbekannten“ Datum in die Anstalt Lüneburg aufgenommen wurde. Zu einem ebenfalls unbekannten Datum wurde sie in die Anstalt Herborn (als „Zwischenanstalt“ für die Tötungsanstalt Hadamar) gebracht. Von dort kam sie am 28. Mai 1941 mit 79 weiteren Patienten nach Hadamar.

„In der Regel wurden die Patienten eines solchen Transportes noch am Tag der Ankunft in die im Keller der Anstalt befindliche Gaskammer geschickt und ermordet.“

Da aber am gleichen Tag ein weiterer Transport mit 132 Patienten ankam, „und die tägliche Tötungskapazität der Tötungsanstalt maximal 100 Personen betrug“, sei es möglich, dass Käthe Spreen erst am 29. Mai oder sogar erst am 30. Mai ermordet wurde.

„Das damals offiziell mitgeteilte Todesdatum (10. Juni 1941) und die Todesursache (in diesem Fall Lungenentzündung) wurden falsch angegeben, um Angehörige und Behörden zu täuschen. Leider müssen wir Ihnen auch mitteilen, dass die Angehörigen bezüglich der Asche der Verstorbenen getäuscht wurden. Es wurden immer mehrere Leichen gleichzeitig verbrannt und die Asche der Ermordeten zu regelrechten Aschebergen gesammelt. [Daraus wurde dann eine Urne abgefüllt, wenn die Angehörigen sie für eine Bestattung verlangen.]... Die Ermordeten wurden selbst im Tod noch würdelos behandelt.“

## Weg in den Tod
Aus der Anstalt in Lüneburg wurde Käthe Spreen in eine der neun „Zwischenanstalten“ nach Herborn gebracht. Der Abtransport geschah ohne Vorankündigung und ohne Zielangabe, damit die Angehörigen ihre Kranken nicht aus der Anstalt nahmen. Erst nach der Ankunft in der Tötungsanstalt erhielten die Angehörigen eine – standardisierte – Nachricht: „Hier gut angekommen“. Die Verlegung sei „infolge kriegswichtiger Maßnahmen“ notwendig geworden. In der neuen Anstalt seien Besuche aus Gründen, „die mit der Reichsverteidigung im Zusammenhang stehen“, leider nicht möglich. Der nächste Brief enthielt die Todesnachricht und das weitgehend standardisierte Beileidsschreiben. Die Transport zwischen den verschiedenen Anstalten wurden durchgeführt von der GeKraT. Vorweg fuhren Transportleiter mit der Namensliste der Abzuholenden und dann die Busse, in denen die Fenster verhangen oder schwarz bemalt waren, mit dem Begleitpersonal. In Hadamar fuhren die Busse in eine speziell dafür gebaute Garage im Hinterhof. Über einen Schleusengang in einen großen Saal geführt wurden die Kranken vom Begleitpersonal ausgezogen und über den Flur in ein Arztzimmer geführt. Ein Bürobeamter bestätigte die Identität, und ein Arzt entschied sich für eine von 61 falschen Todesursachen auf dem Totenschein. In einem Fotoraum wurden von jeder Person drei Aufnahmen gemacht: eine Gesamtaufnahme, ein Brustbild und eine Profilaufnahme. Außerdem wurden sie gewogen.